# NV Aandelenbezit Streekvervoer
De N.V. Aandelenbezit Streekvervoer (ABS) is een voormalig Nederlands bedrijf. Het werd door de Nederlandse overheid opgericht als staatsbedrijf die alle voormalige NS-aandelen in het streekvervoer ging beheren.
Al in 1975 was de directie van de Nederlandse Spoorwegen met de rijksoverheid in overleg tot mogelijke overdracht van de NS-aandelen in streekvervoersbedrijven. Pas in 1980 kwam een voornemen van de overheid en in 1981 kwam het in de Tweede Kamer tot een wetsontwerp dat voorziet in oprichting van de N.V. Aandelenbezit Streekvervoer (ABS). En op 1 januari 1982 ging de N.V Aandelenbezit Streekvervoer van start en gingen alle door de NS beheerde busmaatschappijen over naar de nieuwe houdersmaatschappij.
In 1989 werden de activiteiten van de ESO en de NV Aandelenbezit Streekvervoer samengevoegd en ging de ABS op in het Verenigd Streekvervoer Nederland